# Олдржіх Могельський
Олдржіх Могельський (чеськ. Oldřich Mohelsky; 2 березня 1925, Прага — 27 квітня 2002, Прага) — чехословацький дипломат. Генеральний консул Чехословаччини в Києві (1979—1982)

## Життєпис
Народився 2 березня 1925 року в Празі. У 1943 році отримав спеціальність слюсаря-механіка, потім працював на заводі холодильних машин. Відразу після війни він вступив до Комуністичної партії і працював механіком на фабриці штучного шовку в Ловошицях, де і проживав. У 1949 році став секретарем місцевого комітету Комуністичної партії Чехії. 1 червня 1949 року він був прийнятий до Міністерства закордонних справ, закінчив однорічну дипломатичну школу і почав працювати в Народно-демократичному комітеті (НДК). У 1950-55 роках працював Третім секретарем у посольстві Чехословаччини у Будапешті, потім знову працював референтом з питань Польщі та Угорщини в раді Народно-демократичного комітету. У 1958-59 рр. навчався в дипломатичній школі МЗС і з березня 1960 р. був призначений другим секретарем в Посольство в Будапешті. Після повернення він навчався в 1964—1967 роках у Партійній академії при ЦК Комуністичної партії, потім працював у 2-й Східноєвропейській Раді, де в наступний період належав до так званого «здорового» прорадянського ядра. З вересня 1969 р. працював радником посольства у Будапешті, де разом із тодішнім військовим аташе В. Шальговичем очолював так звану пробаційну комісію. У липні 1972 р. був відкликаний і переведений до ЦК КПЧ, де був інструктором з питань Угорщини та Румунії, та з січня 1975 р. по вересень 1977 р. працював помічником секретаря Центрального комітету Компартії В. Біляка. 1 вересня 1977 р. повернувся до Федерального міністерства закордонних справ, був призначений представником при Президії Верховної Ради СРСР. 
З жовтня 1979 по вересень 1982 рр. — Генеральний консул Чехословаччини у Києві.
З вересня 1982 по вересень 1984 рр. — керував відділом кадрів Федерального міністерства закордонних справ Чехословаччини.
З вересня 1984 по вересень 1988 рр. — Надзвичайний і Повноважний Посол Чехословаччини в Угорщині.